# Corrupción en Ucrania

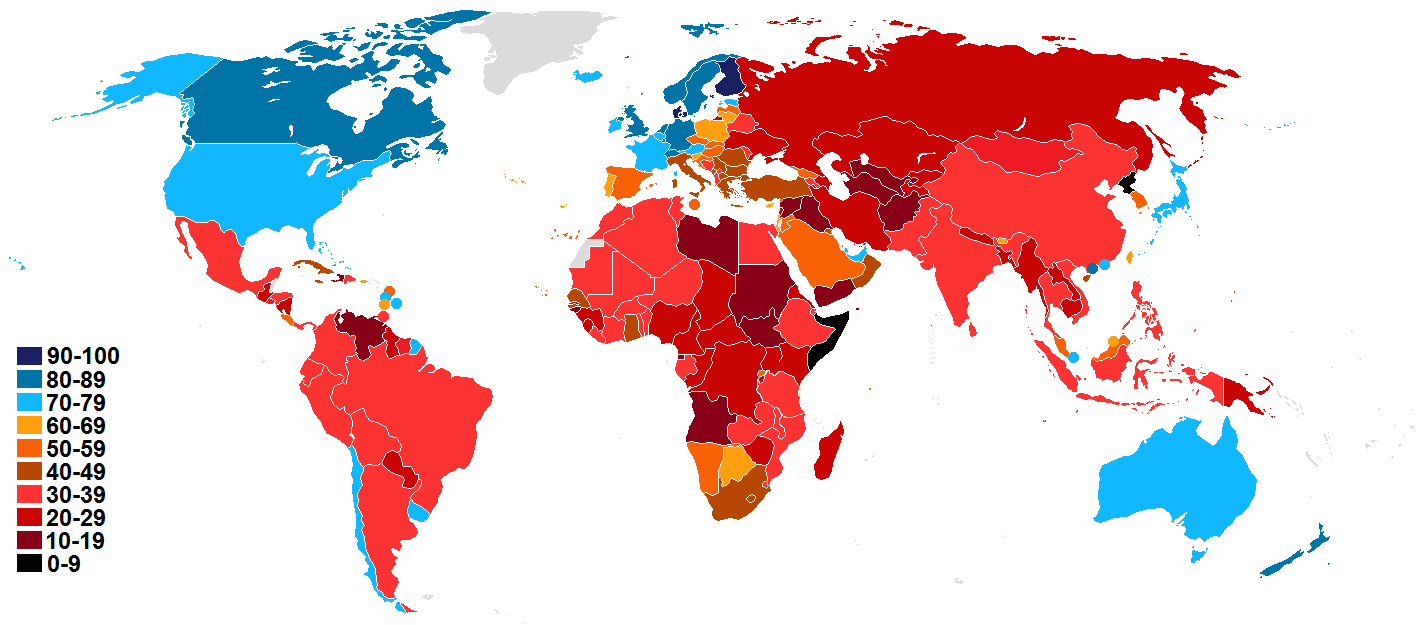
Mapa mundial del índice de percepción de la corrupción en 2015 de la Transparencia Internacional que mide "el grado en que se percibe el nivel de corrupción entre los funcionarios públicos y los políticos". Los números bajos (azul) indican una menor percepción de corrupción, mientras que los números más altos (rojo) indican una mayor percepción de corrupción.

La Corrupción en Ucrania está muy extendida en la sociedad ucraniana. En 2012, Ernst & Young colocó a Ucrania entre las tres naciones más corruptas de las 43 encuestadas, junto con Colombia y Brasil. En el año 2015, el diario británico "The Guardian" calificó a Ucrania como "la nación más corrupta de Europa". Según una encuesta realizada por Ernst & Young en 2017, los expertos consideraron que Ucrania es la novena nación más corrupta de las 53 encuestadas. Según el Índice de Percepción de la Corrupción 2021 de Transparencia Internacional, (una escala de las naciones menos corruptas a las más corruptas), Ucrania ocupó el puesto 122 entre 180 países en 2021, el segundo más corrupto de Europa, con Rusia en el puesto 136.
Diplomáticos estadounidenses describieron a Ucrania bajo los presidentes Kuchma (en el cargo de 1994 a 2005) y Yushchenko (en el cargo de 2005 a 2010) como una cleptocracia, según cables de WikiLeaks.

## Orígenes
El profesor ucraniano Oleh Bazaluk informa de que las raíces de la corrupción ucraniana provienen de la naturaleza soviética de los líderes políticos ucranianos, que solían estar integrados en la nomenklatura comunista (élite gobernante) antes del colapso de la Unión Soviética . Los políticos crearon un régimen de gobierno autoritario-oligárquico en Ucrania donde la corrupción se hizo omnipresente sin posibilidades de implementar una elección europea del pueblo ucraniano.
El destacado economista ucraniano Oleh Havrylyshyn realizó una comparación de la corrupción ucraniana en un amplio contexto global basado en datos proporcionados por Transparencia Internacional. Esta investigación estimó que el nivel de corrupción en Ucrania es comparable al de los países del África subsahariana con Uganda como la contraparte más cercana.
En una encuesta de agosto de 2020 realizada por la Fundación Ilko Kucheriv para Iniciativas Democráticas, el 41,8 % de los encuestados afirmó que la corrupción "es un fenómeno vergonzoso que no tiene fundamentos objetivos", mientras que el 36 % elige la opción de que la corrupción es "un componente de las tradiciones sociales". Los encuestados del sur y oeste de Ucrania eligieron con mayor frecuencia la opción de que la corrupción sea "un componente de las tradiciones sociales" (42,2 % y 43,4 %). La opción "un fenómeno vergonzoso que no tiene motivos objetivos" fue elegida con mayor frecuencia por los encuestados en el centro de Ucrania (47,5%) y el este de Ucrania (53,45%).

## Áreas dominadas por la Corrupción
Los sobornos se dan para garantizar que los servicios públicos se entreguen a tiempo o en absoluto. Los ucranianos declararon que dan sobornos porque creen que es la costumbre y lo esperado. Algunos de los sobornos más grandes involucran más de US$1 millón. Según una encuesta sociológica de Management Systems International (MSI) de 2008, los niveles más altos de corrupción se encontraron en la inspección de vehículos (57,5 %), la policía (54,2 %), la atención médica (54 %), los tribunales (49 %). y educación superior (43,6%). El 8 de junio de 2011, el presidente ucraniano Viktor Yanukovych declaró que la corrupción le cuesta al presupuesto estatal US$2.500 millones en ingresos anuales y que a través de tratos corruptos en la contratación pública del 10% al 15% (US$7.400 millones) del presupuesto del Estado “termina en los bolsillos de los funcionarios”.
Según la Agencia de los Estados Unidos para el Desarrollo Internacional (USAID), las principales causas de la corrupción en Ucrania son un sistema de justicia débil y un gobierno poco transparente y controlador en exceso combinado con lazos político-empresariales y una sociedad civil débil. La corrupción se discute regularmente en los medios ucranianos.
En mayo de 2016, el jefe de misión del FMI para Ucrania declaró que la reducción de la corrupción era una prueba clave para el apoyo internacional continuo. Algunos analistas occidentales creen que los grandes préstamos extranjeros no fomentan la reforma, sino que permiten la extracción corrupta de fondos fuera del país. La subsecretaria de Estado de los Estados Unidos, Victoria Nuland, instó a Ucrania a comenzar a procesar a los funcionarios corruptos: "Es hora de comenzar a encerrar a las personas que han estafado a la población ucraniana durante demasiado tiempo y es hora de erradicar el cáncer de la corrupción".

### Participación individual en la corrupción
Los mayores receptores de sobornos son la policía, el servicio de salud y el sistema educativo. A fines de la década de 2000 y principios de la de 2010, alrededor del 67% de los ucranianos que habían tratado con el gobierno dijeron que habían estado directamente involucrados en transacciones corruptas. En una encuesta realizada en 2010, entre el 30% y el 49,9% de los encuestados admitieron haber pagado un soborno a un proveedor de servicios durante el último año; en una encuesta similar realizada en 2007, entre el 18% y el 32% de los encuestados admitió haber pagado un soborno. Una cifra comparable para el Reino Unido en 2011 fue del 1,9 %. Sin embargo, en una encuesta diferente realizada a fines de 2008, solo el 21 % respondió que ellos o alguien que vivía en su hogar había pagado algún tipo de soborno en los 12 meses anteriores; las cifras comparables para los EE. UU. y el Reino Unido fueron del 2 % y el 3 %, respectivamente. En una encuesta de GfK realizada en el verano de 2001, el 43% afirmó que personalmente nunca había dado sobornos.
En 2013, el 74% no denunciaría un incidente de corrupción; El 24% tenía miedo de las consecuencias, el 63% creía que no haría ninguna diferencia.

### Corrupción en la Política Nacional
En los años posteriores a la Independencia de Ucrania, el fraude electoral fue generalizado, principalmente mediante el uso de "recursos administrativos". Por otro lado, según Taras Kuzio, el fraude electoral en Ucrania solo puede alcanzar el 5 % por ciento del voto total. Tras las rondas iniciales de votación en las elecciones presidenciales de 2004, el Tribunal Supremo de Ucrania dictaminó que, debido a la escala del fraude electoral, era imposible establecer los resultados de las elecciones y ordenó una nueva votación. Posteriormente disminuyó la manipulación de votos, aunque los políticos todavía denuncian fraude electoral, y los trucos administrativos para obtener más votos para un partido político en particular no han desaparecido. El electorado ucraniano sigue siendo muy escéptico sobre la honestidad del proceso electoral. La ley ucraniana señala que cualquier votante que participe en un fraude electoral se enfrenta a una sentencia máxima de 2 años de cárcel, aunque los activistas dicen que nadie ha sido castigado hasta ahora por el delito de fraude electoral desde la independencia de Ucrania.
Diplomáticos estadounidenses han afirmado que la privatización de varias empresas estatales ucranianas fue manipulada a favor de amigos políticos. A nivel regional, se ha descubierto corrupción en relación con la asignación de tierras.
Los políticos ucranianos se han acusado regularmente unos a otros de corrupción mientras afirman combatirla ellos mismos. Después de infiltrarse en la facción parlamentaria Reformas para el Futuro a principios de 2012, Roman Zabzalyuk afirmó que esta facción "compró" a sus miembros por " US$ 500.000 (por una 'deserción' de otros grupos parlamentarios), y luego pagan una salario mensual de $20,000-25,000"; en cambio, según Reformas para el Futuro, Zabzalyuk había fingido que "sufría una enfermedad muy grave" y el grupo había logrado recaudar unos 100.000 dólares para que Zabzalyuk se sometiera a una cirugía en Israel.
Desde el 1 de julio de 2011, el presidente, el presidente de la Verkhovna Rada, el primer ministro, el fiscal general, los ministros y otros altos funcionarios ucranianos han sido procesados por corrupción. Kost Bondarenko (presidente de la junta directiva del Instituto de Política Ucraniana), afirma que antes de 2010 había una regla no escrita en la política ucraniana: "No se presentaron cargos contra los miembros del gobierno saliente, y sus sucesores nunca tuvieron que preocuparse por lo que pueda traer el mañana"; pero en 2010 y 2011, "se presentaron cargos penales contra 78 miembros del gobierno anterior; y se han abierto más de 500 procesos penales contra funcionarios en ejercicio". Sin embargo, desde 2010, la prensa ucraniana sacó a relucir miles de ejemplos de casos penales en los que funcionarios estatales, así como políticos y empresarios vinculados al gobernante Partido de las Regiones, se mostraron indulgentes sin precedentes para la población general de sospechosos.
El ministro del Interior, Vitaliy Zakharchenko, declaró en marzo de 2012 que, desde 2010, unos 400 políticos habían enfrentado cargos penales relacionados con la corrupción; la mayoría de ellos del Partido de las Regiones , seguidos por los miembros del Bloque Yulia Tymoshenko y Nuestra Ucrania-Bloque de Autodefensa del Pueblo. No está claro cuántos de esos cargos han sido probados por los tribunales desde entonces.
Los medios de comunicación ucranianos, en particular el Ukrayinska Pravda, revelan regularmente un estilo de vida millonario de los políticos y servidores públicos ucranianos, totalmente en desacuerdo con sus ingresos oficiales declarados.
Según el historiador Andrew Wilson, a partir de 2016 el progreso en la reducción de la corrupción fue escaso. Una encuesta de 2015 mostró que el 72 % de los adultos culpaba a la "corrupción del poder" por la falta de progreso en la reforma.
Un requisito de octubre de 2016 para que los parlamentarios declararan su riqueza condujo a una riqueza acumulada declarada de alrededor de $460 millones para los 413 parlamentarios. Como reacción a las críticas públicas, los parlamentarios cancelaron un aumento salarial que habría duplicado su salario mensual. Esta medida formaba parte de un paquete anticorrupción aprobado en octubre de 2014, que era un requisito de apoyo financiero internacional para Ucrania y un requisito previo para poder viajar sin visa dentro de la Unión Europea.

#### Corrupción en la Política local
Se sospecha que varios alcaldes ucranianos utilizan sus cargos para servir a sus propios intereses comerciales. Se sospecha también que Serhiy Odarych, exalcalde de Cherkasy, causó una pérdida de ₴ 600.000 en el presupuesto de la ciudad.

### Corrupción en la Justicia
Los políticos y analistas ucranianos han descrito el sistema de justicia en Ucrania como "podrido hasta la médula" y se han quejado de la presión política ejercida sobre los jueces y la corrupción. Abogados independientes y activistas de derechos humanos se han quejado de que los jueces ucranianos suelen ser presionados para dictar un veredicto determinado. El sistema judicial de Ucrania es ampliamente considerado como corrupto. Una encuesta del Ministerio de Justicia de Ucrania en 2009 reveló que solo el 10% de los encuestados confiaba en el sistema judicial de la nación. Menos del 30% creía que todavía era posible obtener un juicio justo.
Aunque la independencia judicial existe en principio, en la práctica hay poca separación de los poderes jurídico y político. Los jueces están sujetos a la presión de los intereses políticos y comerciales.
Un artículo de Reuters de 2017 cita al entonces primer ministro Volodomyr Groysman, diciendo que "el eslabón más débil en nuestra lucha contra la corrupción es la corte ucraniana"; dando un ejemplo de 30 jueces "con salarios anuales que oscilan entre 10.000 y 13.000 dólares estadounidenses" que poseen Porsches. Como otro ejemplo, el 22 de mayo de 2012, Volodymyr Rokytskyi, Jefe Adjunto del Servicio de Seguridad de Ucrania, fue fotografiado en público usando un reloj de pulsera de lujo de US$ 32.000 —a pesar de que su precio equivale a sus ingresos oficiales anuales— en un evento conjunto ucraniano-estadounidense dedicado a la lucha contra las drogas ilegales. Jueces ucranianos han sido arrestados mientras aceptaban sobornos.
Los críticos también se han quejado de que los funcionarios y sus hijos (a estos últimos se les conoce como "mazhory") reciben sentencias favorables en comparación con los ciudadanos comunes.
Kyiv Post informó en noviembre de 2018 que varios candidatos para un puesto en el nuevo Tribunal Superior Anticorrupción de Ucrania eran sospechosos o estaban asociados con la corrupción. AutoMaidan, Dejure y el Centro de Acción Anticorrupción criticaron las decisiones del Consejo de Ética de junio de 2022 en las nominaciones y exclusiones del Consejo Supremo de Justicia por incluir a jueces viciados en relación con la corrupción y por excluir injustamente al juez denunciante anticorrupción Larysa Golnyk.

### Corrupción en el sector público
En 2015 se hicieron acusaciones de corrupción contra Energoatom, el operador estatal de energía nuclear de Ucrania. En marzo de 2016, los activos y las cuentas bancarias de Energoatom fueron congelados por los tribunales ucranianos por presuntas deudas impagas, contra las cuales Energoatom está apelando.
A partir de 2016, muchas de las principales carreteras provinciales de Ucrania están en muy malas condiciones, y un funcionario de Ukravtodor afirma que el 97% de las carreteras necesitan reparación. El presupuesto de reparación de carreteras se fijó en alrededor de ₴ 20 mil millones, pero la corrupción hace que el presupuesto se gaste mal.

### Corrupción en la Educación Superior
La educación superior en Ucrania está plagada de sobornos. En 2011, el 33% de todos los estudiantes afirmaron haber encontrado corrupción en su escuela, el 29% escuchó sobre casos de corrupción de otros estudiantes, mientras que el 38% no había encontrado corrupción. Según una investigación de Transparency International realizada en 2008, el 47,3% de los estudiantes universitarios afirmaron que les habían exigido un soborno; de ellos, el 29% había pagado este soborno libremente. Los estudiantes pueden "comprar" una entrada a la universidad, resultados de exámenes, calificación de tesis doctorales y/o de maestría.
Los sobornos van desde US$10 a US$50 por aprobar un examen hasta varios miles por ingresar a una universidad. Según fuentes gubernamentales, los sobornos varían entre US$80 y US$21.500. Los salarios de los maestros y profesores son bajos en Ucrania en comparación con otras profesiones; esto puede hacer que se sientan tentados a exigir sobornos. Según Ararat Osipian, se han formado jerarquías enteras de corrupción en los colegios y universidades de Ucrania. Estas jerarquías han evolucionado desde la década de 1990 como resultado de la corrupción desenfrenada y descontrolada. Ararat afirma que los regímenes gobernantes corruptos controlan las universidades corruptas y las obligan a cumplir, incluso durante las elecciones. Esto fue ayudado por las universidades que en gran medida siguen siendo burocracias de tipo estalinista, incapaces de transformarse.
Hasta 2015 la autonomía universitaria era inexistente. En 2015, el parlamento ucraniano aprobó una nueva ley sobre educación superior para dar a las universidades más autonomía, incluido el control sobre sus propias finanzas. El objetivo era fomentar la inversión privada, la recaudación de fondos y la creación de fondos patrimoniales.
Funcionarios del gobierno ucraniano han sido sorprendidos con diplomas universitarios falsos.

### Corrupción en los Negocios
En 2011, la Organización para la Cooperación y el Desarrollo Económicos declaró que la corrupción es un "obstáculo importante" para hacer negocios en Ucrania.
La investigación realizada por Ernst & Young en 2011 y 2012 mostró que la práctica de los altos directivos de aceptar sobornos aumentó un 9 % en 2011 y un 15 % en 2012. Otro 4 % estaba dispuesto a pagar sobornos para ocultar los detalles de sus rendimiento financiero.
En 2016, la política Natalia Korolevska estimó que “La corrupción ha obligado a los negocios a pasar a la sombra donde ahora tenemos el 45% de nuestra economía ”.
El representante de una empresa con sede en el Reino Unido ha afirmado que las empresas no ucranianas a menudo pierden contratos si no pagan sobornos o no "sobornan" a sus competidores. Los ucranianos y los representantes comerciales han afirmado que "las empresas comerciales por encima de cierto nivel requieren que algún funcionario en algún nivel engrase la palma de la mano".

### Corrupción en el sistema de seguridad social
En 2012, el presidente Viktor Yanukovych informó que solo alrededor del 23 por ciento de los fondos de servicios sociales se destinan a quienes realmente los necesitan. Los medios de comunicación ucranianos han presentado muchas historias que revelan que incluso los parlamentarios reciben ilegalmente beneficios sociales, alegando de manera fraudulenta que son veteranos de guerra y de Chernobyl.

### Corrupción en el Sistema de Salud
Aunque la atención médica en los hospitales estatales es teóricamente gratuita para los ucranianos, los pacientes pagan dinero allí para asegurarse de que reciben el tratamiento requerido. En junio de 2012, grupos de defensa acusaron a los funcionarios del Ministerio de Salud de malversar dinero que debería usarse para tratar a pacientes con SIDA comprando medicamentos contra el SIDA a precios enormemente inflados y luego recibiendo sobornos.

## Costos de la Corrupción
Según Ararat Osipian, debido a la corrupción endémica, Ucrania no logró mantener sus tendencias de crecimiento económico. La corrupción, percibida como imprudente, que marcó el gobierno del presidente Viktor Yanukovich contribuyó a su caída en 2014 y dejó al ejército del país mal equipado para contrarrestar la invasión rusa de Crimea.
En 2008, Transparency International estimó que entre el 30 y el 50 por ciento de todos los ucranianos se habían enfrentado a la corrupción del gobierno. Juhani Grossmann (trabajando para un proyecto de ao Management Systems International) afirmó en 2009 que "los ucranianos pagan aproximadamente 3.500 millones de libras, o más de 400 millones de dólares estadounidenses, en sobornos al año". El año anterior, afirmó que la cifra era de US$700 millones.

## Acciones gubernamentales
"La corrupción se ha convertido en una amenaza inmediata a los derechos y libertades constitucionales de los ciudadanos"
Presidente de Ucrania Viktor Yushchenko, (7 de abril de 2011).

Después de su elección a fines de 2004, el presidente Viktor Yushchenko prometió una "guerra contra la corrupción". De hecho, varios funcionarios fueron arrestados y/o interrogados a principios de 2005 (entre ellos los ministros posteriores del gobierno de Azarov, Borys Kolesnikov y Yuri Boyko). El expresidente del Servicio de Seguridad de Ucrania , Oleksandr Turchynov , afirmó que en el verano de 2005 Yushchenko impidió una investigación sobre prácticas supuestamente fraudulentas en el transporte de gas natural turkmeno . a Ucrania e impidió el arresto de Boyko por abuso de poder mientras dirigía Naftogaz.
En una entrevista del 20 de septiembre de 2005 con Radio Free Europe/Radio Liberty, "Turchynov declaró que Yushchenko le dijo a mediados de agosto que dejara de 'perseguir a mis hombres' y que la investigación de RosUkrEnergo estaba "creando un conflicto con el presidente ruso Vladímir Putin". Una encuesta realizada en noviembre de 2008 mostró que el 73% de las personas en Ucrania consideraban ineficaces las acciones contra la corrupción del segundo gobierno de Tymoshenko ; las cifras comparables para EE. UU. y el Reino Unido fueron 73% y 39%. En una encuesta realizada en 2001, cuando Kuchma era presidente, el 80% de los ucranianos "totalmente/bastante de acuerdo" con la declaración: "El gobierno actual no tiene ningún interés real en castigar la corrupción".
Ucrania se unió al Grupo de Estados contra la Corrupción en 2006.
A lo largo de los años, el parlamento ucraniano ha aprobado varias leyes anticorrupción. En septiembre de 2011 se introdujo el Comité Nacional Anticorrupción.
Al igual que su predecesor Yushchenko, el presidente Viktor Yanukovych (y su gobierno Azarov) hizo de la lucha contra la corrupción una punta de lanza en sus políticas internas. Los opositores políticos de Yanukovych lo acusaron de utilizar su campaña anticorrupción para juicios por motivos políticos; el público en general en Ucrania compartió en gran medida esta opinión. El presidente Yanukovych lo negó.
Kost Bondarenko, presidente de la junta directiva del Instituto de Política Ucraniana, afirma que los principales patrocinadores del Partido de las Regiones del presidente Yanukovych no están contentos de que algunos políticos ucranianos hayan sido acusados penalmente "porque ya no se sienten por encima de la ley". La Asociación Internacional de Autoridades Anticorrupción habló en abril de 2011 de "éxitos notables en la lucha contra la corrupción en 2010". El embajador de la Unión Europea en Ucrania, José Manuel Pinto Teixeira, declaró en una conferencia sobre inversiones el 28 de febrero de 2012 que las promesas de reforma de Yanukovych "lamentablemente no han producido tales resultados"."
En mayo de 2014, se estableció una Iniciativa Anticorrupción. En diciembre, nombró al economista lituano y ex comisario europeo de Fiscalidad y Unión Aduanera, Auditoría y Lucha contra el Fraude Algirdas Šemeta como Business Ombudsman.
La Oficina Nacional Anticorrupción de Ucrania (NABU), para llevar a cabo investigaciones de corrupción, se estableció en junio de 2014 después de que su predecesor, el Comité Nacional Anticorrupción, fuera considerado un fracaso. Para diseñar e implementar cambios sistemáticos tendientes a prevenir la corrupción, en 2015 se creó la Agencia Nacional para la Prevención de la Corrupción.
En 2015, el presidente Petro Poroshenko despidió a Ihor Kolomoisky, el gobernador multimillonario de la región industrial clave de Dnipropetrovsk . Se produjo después de que hombres armados sospechosos de tener vínculos con Kolomoisky ocuparon brevemente las oficinas de una empresa petrolera estatal en la capital, Kiev.
El 14 de junio de 2018 entró en vigor una ley que exige que los casos relacionados con la corrupción se presenten directamente ante el Tribunal Superior Anticorrupción de Ucrania. En junio de 2018, el presidente Poroshenko esperaba que el tribunal se estableciera antes de finales de 2018. El 5 de septiembre de 2019, el Tribunal Superior Anticorrupción comenzó a funcionar.
Debido a la preocupación del FMI de que los oligarcas utilizarían los tribunales para apoderarse del dinero del rescate, el parlamento aprobó un proyecto de ley el 13 de mayo de 2020 para evitar que los tribunales revoquen las nacionalizaciones bancarias. El proyecto de ley combatiría una demanda del oligarca Ihor Kolomoisky y otros que buscan recuperar el control de PrivatBank, el destinatario de un rescate de $ 5.5 mil millones en 2016 y una supuesta "máquina de lavado de dinero" bajo Kolomoisky.
El 27 de octubre de 2020, el Tribunal Constitucional de Ucrania dictaminó que la legislación anticorrupción, incluida la declaración electrónica obligatoria de ingresos, era inconstitucional. El presidente Zelensky advirtió que si el parlamento no restablecía estas leyes anticorrupción, la ayuda exterior, los préstamos y un viaje sin visa a la Unión Europea estaban en riesgo. El Gobernador del Banco Nacional de Ucrania informó que Ucrania no recibiría la carga programada del FMI de $ 700 millones antes de fines de 2020 debido al problema. Los equipos de evaluación del FMI no habían visitado Kiev durante ocho meses. Fue necesaria una visita para liberar más tramos de préstamos del FMI.
El 4 de diciembre de 2020, el parlamento ucraniano restableció la legislación anticorrupción cancelada por la decisión judicial, cuando volvió a autorizar las sanciones penales para los funcionarios que proporcionen información falsa sobre sus ingresos. El 29 de diciembre de 2020, el presidente Volodymyr Zelensky suspendió al presidente del Tribunal Constitucional, Oleksandr Tupytskyi, durante dos meses en un esfuerzo por revocar la decisión del tribunal de octubre de 2020.
El 19 de julio de 2022, una comisión creada para seleccionar un nuevo jefe de la Fiscalía Especializada Anticorrupción (SAPO, que supervisa NABU ) mediante un procedimiento de concurso abierto anunció a Oleksandr Klymenko como ganador del concurso, entre 37 candidatos.

## Extensión
Según los ucranianos, los más corruptos son el poder judicial, la policía, los servidores públicos, el servicio de salud y el parlamento.

### Calificaciones del Índice de Percepción de la Corrupción en Ucrania
Transparency International produce un informe anual que enumera el puntaje del Índice de Percepción de la Corrupción de cada país. Este "puntaje se relaciona con las percepciones del grado de corrupción visto por empresarios y analistas de países y, hasta 2011, osciló entre 10 (altamente limpio) y 0 (altamente corrupto)". En el informe de 2010, el país menos corrupto de la lista fue Dinamarca con una puntuación de 9,3, y el más corrupto de los 178 países enumerados fue Somalia con una puntuación de 1,1. A partir de 2012, los puntajes se presentaron en una escala de 0 a 100. En el informe de 2016, Dinamarca seguía siendo el país menos corrupto de la lista con una puntuación de 90, y Somalia seguía siendo el más corrupto de los 176 países enumerados, con una puntuación de 10. En comparación, Alemania, Luxemburgo y el Reino Unido empataron como 10 países menos corruptos con una puntuación de 81, y Estados Unidos fue 18 menos corrupto con una puntuación de 74.
La siguiente tabla enumera el lugar de Ucrania en la tabla del Índice de Percepción de la Corrupción, según los informes anuales de Transparencia Internacional desde 1999 en adelante. Los métodos utilizados para evaluar el Índice cambian de un año a otro, por lo que las comparaciones entre años son difíciles.
| Año  | Posición   | Puntaje del Índice de Percepción de la Corrupción | Puntaje del Índice de Percepción de la Corrupción | Rango de confianza | Desviación Estándar | Error estándar  | Encuestas utilizadas | Fuente  |
| Año  | Posición   | 0-10                                              | 0-100                                             | Rango de confianza | Desviación Estándar | Error estándar  | Encuestas utilizadas | Fuente  |
| ---- | ---------- | ------------------------------------------------- | ------------------------------------------------- | ------------------ | ------------------- | --------------- | -------------------- | ------- |
| 1998 | 69 de 85   | 2.8                                               |                                                   |                    | 1.6                 |                 | 6                    | [ 128 ] |
| 1999 | 75 de 99   | 2.6                                               | 1.4                                               | 10                 | [ 129 ]             |                 |                      |         |
| 2001 | 83 de 91   | 2.1                                               | 1.1                                               | 6                  | [ 130 ]             |                 |                      |         |
| 2002 | 85 de 102  | 2.4                                               | 0.7                                               | 6                  | [ 131 ]             |                 |                      |         |
| 2003 | 106 de 133 | 2.3                                               | 0.6                                               | 10                 | [ 132 ]             |                 |                      |         |
| 2004 | 122 de 146 | 2.2                                               | 2.0–2.4                                           |                    | 10                  | [ 133 ]         |                      |         |
| 2005 | 107 de 158 | 2.6                                               | 2.4–2.8                                           | 8                  | [ 134 ]             |                 |                      |         |
| 2006 | 99 de 163  | 2.8                                               | 2.5–3.0                                           | 6                  | [ 121 ] [ 135 ]     |                 |                      |         |
| 2007 | 118 de 179 | 2.7                                               | 2.4–3.0                                           | 7                  | [ 136 ] [ 137 ]     |                 |                      |         |
| 2008 | 134 de 180 | 2.5                                               | 2.0–2.8                                           | 8                  | [ 138 ] [ 139 ]     |                 |                      |         |
| 2009 | 146 de 180 | 2.2                                               | 2.0–2.6                                           | 8                  | [ 140 ] [ 141 ]     |                 |                      |         |
| 2010 | 134 de 178 | 2.4                                               | 2.1–2.6                                           | 8                  | [ 122 ] [ 142 ]     |                 |                      |         |
| 2011 | 152 de 183 | 2.3                                               | 2.1–2.5                                           | 10                 | [ 143 ] [ 144 ]     |                 |                      |         |
| 2012 | 144 de 176 |                                                   | 26                                                | 24–29              | 8                   | [ 145 ] [ 123 ] |                      |         |
| 2013 | 144 de 175 | 25                                                | 22–28                                             | 8                  | [ 146 ]             |                 |                      |         |
| 2014 | 142 de 175 | 26                                                | 23-29                                             | 1.6                | 8                   | [ 147 ] [ 148 ] |                      |         |
| 2015 | 130 de 167 | 27                                                | 24-30                                             | 5.46               | 1.93                | 8               | [ 149 ]              |         |
| 2016 | 131 de 176 | 29                                                | 25-32                                             |                    | 1.97                | 9               | [ 124 ]              |         |
| 2017 | 130 de 180 | 30                                                |                                                   |                    |                     |                 | [ 150 ]              |         |
| 2018 | 120 de 180 | 32                                                |                                                   |                    |                     |                 | [ 151 ]              |         |
| 2019 | 126 de 180 | 30                                                |                                                   |                    |                     |                 | [ 152 ]              |         |
| 2020 | 117 de 180 | 33                                                |                                                   |                    |                     |                 | [ 153 ]              |         |
| 2021 | 123 de 180 | 32                                                |                                                   |                    |                     |                 | [ 154 ]              |         |
| 2022 | 121 de 180 | 33                                                |                                                   |                    |                     |                 | [ 155 ]              |         |

En el Índice de Percepción de la Corrupción de Transparency International de 2014, Ucrania ocupó el puesto 142 entre los 175 países investigados (empatado con Uganda y las Comoras). Nota: Para 1999 y 2000, los datos se enumeraron como 1998 y 1999 respectivamente. A partir de 2001, los datos enumerados corresponden al año del informe anual. Hasta 2005, el informe anual incluía algunas medidas de la incertidumbre de las puntuaciones del índice; estos datos se omitieron de los informes anuales a partir de 2006, pero se incluyeron en el informe del IPC.

### Percepción pública de la corrupción en las instituciones de Ucrania
La siguiente tabla muestra los puntajes promedio de una encuesta sobre la percepción pública ucraniana de la corrupción en las instituciones de Ucrania. En la parte inferior de la tabla se muestran cifras comparables para el Reino Unido y los Estados Unidos de las encuestas de 2009 (para la percepción de la corrupción de los británicos y los estadounidenses en sus propios países).
| Año | Partidos Políticos | Parlamento | Policía | Empresas/Sector Privado | Medios de comunicación | Funcionarios Públicos/ Servidores Públicos | Judicial | ONGs | Organismos Religiosos | Militar | Sistema educativo | Fuente         |
| --- | --- | --- | --- | --- | --- | --- | --- | --- | --- | --- | --- | -------------- |
| 2007 | 4.1 | 4.1 | 4.1 | 3.9 | 3.2 | – | 4.2 | 3.2 | 2.3 | 3.1 | 3.8 | [ 25 ]         |
| 2009 | 4.4 | 4.5 | – | 4.3 | 3.8 | 4.5 | 4.5 | – | – | – | – | [ 25 ] [ 156 ] |
| 2010 | 4.0 | 4.1 | 4.3 | 3.7 | 3.2 | 4.1 | 4.4 | 3.2 | 2.3 | 3.5 | 4.0 | [ 25 ]         |
| | | | | | | | | | | | |                |
| 2009 (Reino Unido) | 3.6 | 3.3 | – | 3.5 | 3.5 | 3.2 | 2.8 | – | – | – | – | [ 156 ]        |
| 2009 (Estados Unidos) | 4.0 | 3.9 | – | 3.7 | 3.7 | 3.7 | 3.2 | – | – | – | – | [ 156 ]        |
| Pregunta: ¿En qué medida percibe que las siguientes instituciones de este país se ven afectadas por la corrupción? (1: nada corrupto, 5: extremadamente corrupto). | Pregunta: ¿En qué medida percibe que las siguientes instituciones de este país se ven afectadas por la corrupción? (1: nada corrupto, 5: extremadamente corrupto). | Pregunta: ¿En qué medida percibe que las siguientes instituciones de este país se ven afectadas por la corrupción? (1: nada corrupto, 5: extremadamente corrupto). | Pregunta: ¿En qué medida percibe que las siguientes instituciones de este país se ven afectadas por la corrupción? (1: nada corrupto, 5: extremadamente corrupto). | Pregunta: ¿En qué medida percibe que las siguientes instituciones de este país se ven afectadas por la corrupción? (1: nada corrupto, 5: extremadamente corrupto). | Pregunta: ¿En qué medida percibe que las siguientes instituciones de este país se ven afectadas por la corrupción? (1: nada corrupto, 5: extremadamente corrupto). | Pregunta: ¿En qué medida percibe que las siguientes instituciones de este país se ven afectadas por la corrupción? (1: nada corrupto, 5: extremadamente corrupto). | Pregunta: ¿En qué medida percibe que las siguientes instituciones de este país se ven afectadas por la corrupción? (1: nada corrupto, 5: extremadamente corrupto). | Pregunta: ¿En qué medida percibe que las siguientes instituciones de este país se ven afectadas por la corrupción? (1: nada corrupto, 5: extremadamente corrupto). | Pregunta: ¿En qué medida percibe que las siguientes instituciones de este país se ven afectadas por la corrupción? (1: nada corrupto, 5: extremadamente corrupto). | Pregunta: ¿En qué medida percibe que las siguientes instituciones de este país se ven afectadas por la corrupción? (1: nada corrupto, 5: extremadamente corrupto). | Pregunta: ¿En qué medida percibe que las siguientes instituciones de este país se ven afectadas por la corrupción? (1: nada corrupto, 5: extremadamente corrupto). | [ 25 ]         |